# Eva og Nils Koppel
Eva Koppel, født Eva Ditlevsen (født 1. januar 1916 på Frederiksberg, død 1. august 2006) og Nils Adolf Koppel (født 11. juni 1914 i København, død 11. juni 2009) var et dansk funktionalistisk arkitektpar, der har præget efterkrigstidens og velfærdssamfundets offentlige byggeri. Nils Koppel, der blev kongelig bygningsinspektør, var bror til Henning Koppel.

## Uddannelse og ægteskab
Nils Koppel var søn af redaktør Valdemar Koppel. Nils og Eva Koppel mødtes til forelæsninger på Den Polytekniske Læreanstalt i 1935, hvor Eva læste matematik, og Nils læste til ingeniør. Samme år søgte de ind på Kunstakademiets Arkitektskole, hvor de begge blev optaget. Året efter i 1936 blev de gift. 
I studietiden 1938-1939 arbejdede de sammen i Finland på Alvar Aaltos tegnestue. I 1940 fik de deres første barn og dimitterede fra arkitektskolen i 1941. Nils Koppels far var jøde, og i 1943 flygtede de på grund af jødeforfølgelsen og genoptog arbejdet på Aaltos tegnestue.

## Karriere
I årene efter krigen tegnede parret en række enfamilieshuse, og oprettede i hjemmet i 1946 egen tegnestue. I starten opførte de huse til familie og venner, designede tapeter, stole, ure lysarmaturer og andre kunstindustrielle genstande.
I 1951 udskrev Gladsaxe Kommune en arkitektkonkurrence for et kulturcenter i Buddinge by. Planerne var storslåede. Det drejede sig om skole, biograf, kæmpeaula med plads til 800 mennesker, bibliotek, jazz- og ungdomsklub, og lokaler til udlejning. Konkurrencen vandtes af arkitektparret. Projektet blev senere reduceret til folkeskole (1955), gymnasium (1956) og en fælles aula (1964). 
I 1954 vandt tegnestuen arkitektkonkurrencen om Langeliniepavillonen, der opførtes i 1958 og blev fredet i 2006. Pavillonens strenge form, slanke profiler og dens udførelse som "svævende" boks står i gæld til Ludwig Mies van der Rohes skole og den internationale stil.
Samtidig med Gladsaxeprojektet og Langeliniepavillonen fik parret via familieforbindelser sin første store opgave 1954-1958: Bebyggelsen Søllerød Park. Den oprindelige plan var at parken, der ligger i Krags Mose, skulle bebygges med enfamilieshuse, men de fik i stedet trumfet en bebyggelse igennem med lave hvide længehuse, der bevarede det naturskønne parkområde, og som nu er en af de store arkitekturklassikere for denne tidsperiode.
I 1956 udnævntes Nils Koppel til kgl. bygningsinspektør, og tegnestuen står bl.a. bag H.C. Ørsted Institutet (1958-1964), Danmarks Tekniske Universitet (1960-1973), Panum Instituttet og Københavns Universitet Amager (1971-1980). Fra 1968 var Koppel-parret i kompagni med arkitekterne Gert Edstrand og Poul Erik Thyrring i tegnestuen KKET, der medvirkede til løsningen af de store offentlige opgaver. Thyrring, der havde været medarbejder på Koppels tegnestue 1955-59, forlod samarbejdet 1979, hvorefter tegnestuen blev omdøbt KKE. Tegnestuen ophørte 1986, hvorefter Edstrand drev den videre.
På det personlige plan var Nils Koppel kendt som kompromisløs og til tider pedantisk med et glimt i øjet.

## Hæder
Parret har modtaget en lang række præmier og æresbevisninger, bl.a.: Træprisen 1960, Naturstensprisen 1966 og Eckersberg Medaillen 1955. Nils Koppel fik desuden Knud V. Engelhardts Legat 1951."Tilføjer endnu et værk af Eva og Nils Koppel"
Nils Koppels Allé på Danmarks Tekniske Universitet blev opkaldt efter Nils Koppel. I 2021 blev navnet ændret til Koppels Allé for også at anerkende Eva Koppels arbejde.

## Værker
En familiehus, Niels Andersensvej 50, Hellerup (1954)
(i København, hvis ikke andet angivet)
- Eget hus, Hundesøvej 3B, Gentofte (1942, sammen med Bent Karlby)
- Enfamiliehus, Hundesøvej 4 (1946)
- Enfamiliehus, Hestkøbvej 3, Birkerød (1946)
- Sommerhus for Eleanor Walker, Strandbakken 6, Vejby Strand (1950, helt ombygget)
- Enfamiliehus, Louisevej 11, Kongens Lyngby (1950)
- Enfamiliehus, Frederiksdalsvej 212, Virum (1951)
- Enfamiliehus for Jørgen Varming, Skovvej 35A, Gentofte (1952, fredet)
- Enfamiliehus for  ingeniør Poul A. Dahl,  Åmosebakken 25, Virum (1953)
- Buddinge Skole, Kildebakkegårds Allé 155 i Søborg, Gladsaxe Gymasium, Buddinge Hovedgade 81 og Gladsaxe Teater, Gladsaxe (1953-58)
- Boligbebyggelsen Søllerød Park, Holte (1954-58)
- Enfamiliehuse, Solbakkevej 61 og 67, Gentofte (1955)
- Enfamiliehus for redaktør Blædel, Strandøre 6 (1955)
- H.C. Ørsted Instituttet og August Krogh Instituttet, Nørre Allé/Universitetsparken 3-5 (1955-62)
- Arktisk Station, Qegertarsuaq/Godhavn, Diskobugten, Grønland (1956-66)
- Langeliniepavillonen, Langelinie 10 (1957-58, fredet 2007)
- Tidligere domicil for Byggecentrum, Gyldenløvesgade 19 (1960)
- Egegaardsskolen, Gladsaxe (1961, 1. præmie 1955 sammen med Gert Edstrand, Nils-Ole Lund og Ove Kildetoft)
- Boligbebyggelsen Ericaparken, Gladsaxe (1961)
- Distriktstoldkammer nr. 6, Vasbygade 10, Sydhavnen (1961-64)
- Danmarks Tekniske Højskole, nu Danmarks Tekniske Universitet, Lundtoftevej/Anker Engelunds Vej m.fl., Lundtofte (1961-75)
- Skadedyrslaboratorium, Skovbrynet 14, Kongens Lyngby (1962-63, sammen med Gert Edstrand)
- Tilbygning til Marinbiologisk Laboratorium, Helsingør (1965-66, sammen med Edstrand)
- Vordingborg Statsseminarium, Kuskevej 1B (1965-78)
- Udvidelse af Landsarkivet for Sjælland, Lolland-Falster og Bornholm, Jagtvej 10 (1965-67)
- Ombygning af Statens Museum for Kunst, Sølvgade 48-50 (1966-70)

- Panum Instituttet og Københavns Tandlægehøjskole, Blegdamsvej 3, Nørrebro (1966-86)
- Sofieskolen, Granvej 3, Bagsværd (1968)
- Kampsax Kollegiet, Kollegiebakken, Kongens Lyngby (1968-70)
- Restaurering og ombygning af Københavns Universitet i området mellem Nørregade, Krystalgade, Fiolstræde og Frue Plads (1969)
- Schou-Epa-bygningen, Frederikssundsvej 5-7/Nordre Fasanvej 277 (1969-70, præmieret af Københavns Kommune)
- Nybrogård Kollegiet, Nybrovej 304, Kongens Lyngby (1969-72, sammen med Mogens Kjær-Andersen)
- Boligbebyggelsen Grønnedalsparken, Skanderborg (1970-75, 1. præmie 1966)
- Sidebygninger til Farmaceutisk Læreanstalt, Stockholmsgade 27, Østerbro (1972)
- Direktoratet for Toldvæsenet, nu ToldSkat Museum og Energistyrelsen, Amaliegade 44 (1972-75)
- Københavns Universitets Midlertidige Udflytning på Amager (KUMUA), nu Københavns Universitet Amager (KUA), Njalsgade 80, Islands Brygge (1972-79)
- Restaurering af Botanisk Laboratorium, Gothersgade 140, København (1973)
- Kalundborg Handelsskole, Kalundborg (1975)
- Distriktstoldkammer, Køge (1975-76)
- Gennemgribende ombygning af Charlottenborg Udstillingsbygning (1977)

- Restaurering af Palmehuset, Botanisk Have, København (1981)
- Til-, ombygning og restaurering af Det Kongelige Teater, Kongens Nytorv/Tordenskjoldsgade (1983-85, sammen med Knud Holscher og Svend Axelsson fra Krohn & Hartvig Rasmussen)
- Tilbygning til Danmarks Natur- og Lægevidenskabelige Bibliotek, Nørre Allé (1986-88)
- Administrationsbygning for ATP, Hovedstadsrådet og HT, senere HUR, nu Movia, Toftegårds Plads/Gammel Køge Landevej 3, Valby (1985-86)
- Administrationsbygning for Kommunernes Pensionsforsikring, Krumtappen 2, Valby (1986-89)
- Restaurering af Domhuset i København, Nytorv
- Restaurering af Rosenborg Slot
- Restaurering af Sorø Akademi, Sorø